# آلن موسی
آلن موسی (به انگلیسی: Alain Moussi) (متولد ۲۹ مارس ۱۹۸۱) بدل‌کار و بازیگر آمریکایی است. او نقش کورت اسلون را در بازسازی فیلم: کیک‌بوکسور (۱۹۸۹) که قبلاً در نسخه اصلی، این نقش را ژان کلود ون دام بازی کرده بود، این بار در نسخه بازسازی شده در فیلم های: کیک‌بوکسور: انتقام (۲۰۱۶) و کیک‌بوکسور: تلافی (۲۰۱۸) در نقش اصلی بازی کرد.

## مهارت‌های رزمی
آلن موسی در ورزش‌های رزمی مانند: هنرهای رزمی ترکیبی، جوجیتسو برزیلی و کیک‌بوکسینگ مهارت دارد.

## گزیده فیلم‌شناسی
بازیگر
- مأمور انتقال (۲۰۱۲)
- سقوط کاخ سفید (۲۰۱۳)
- پمپئی (۲۰۱۴)
- انسان بودن (۲۰۱۴)
- گرگ‌ها  (۲۰۱۴)
- بال اژدها (۲۰۱۴)
- تنها من… (۲۰۱۴)
- کیک‌بوکسور: انتقام (۲۰۱۷)
- وارکرفت (۲۰۱۶)
- کیک‌بوکسور: تلافی (۲۰۱۸)
- تایتان‌ها (مجموعه تلویزیونی ۲۰۱۸)
- جوجوتسو (۲۰۲۰)
- هیچ‌کس (۲۰۲۱)
- پادشاه قاتلان (۲۰۲۳)